# 2020年太平洋颱風季
| 太平洋颱風季             |
| 主題頁 - 專題 - 編輯指南 |

2020年太平洋颱風季，泛指於2020年全年內的任何時間，於赤道以北及國際換日線以西的太平洋水域，以及南中國海所產生的熱帶氣旋。按照往年規律，大部份西北太平洋的熱帶氣旋通常會於5月至12月期間形成。
本條目的範圍僅局限於赤道以北及國際換日線以西的太平洋及南海水域的颱風。於赤道以北及國際換日線以東的太平洋水域產生的風暴則被稱為颶風，並被列入2020年太平洋颶風季。於西北太平洋產生的熱帶風暴是由日本氣象廳所命名（即國際名稱），國際編號為20xx，而美國聯合颱風警報中心則將於此地區的熱帶低氣壓之編號以W字母作結。凡進入或產生於菲律賓風暴責任範圍以內的熱帶低氣壓，菲律賓大氣地球物理和天文服務管理局均會給予當地名稱，作為當地警報，因此一個熱帶氣旋可能會有兩個不同的英文名稱（官方以國際名稱為準）；此外，2020年代之前中國大陸、香港、澳門與臺灣採用的中文譯名亦可能不同，自2020年代起，因遭到除名替换的风暴的中文名字由中国气象局、香港天文台、澳門地球物理氣象局和交通部中央氣象署协商确定。以下各熱帶氣旋資訊以熱帶氣旋存在期間的巔峰為準。更多關於西太平洋的颱風，請參見太平洋颱風季。

## 風季預測

### 海南
根據海南省氣象局的預測，2020年汛期影響海南島的熱帶氣旋活動較活躍，影響和登陸個數可能會較接近或略少於常年。

### 深圳
深圳市氣象台預計，深圳在2020年受颱風影響程度較2019年要重。預計2020年將會有5-7個颱風進入深圳500公里防禦圈（與之相比，2019年有4個）。

### 香港
香港天文台預測2020年全年將會有4至7個颱風進入香港500公里範圍內，接近正常風季；而熱帶氣旋則有機會於6月或以後影響香港。

### 澳門
澳門地球物理暨氣象局預測2020年約有4至6個熱帶氣旋進入澳門800公里範圍內，其中可能有強颱風或以上級別。預計首個影響澳門的熱帶氣旋會在六月中旬或之後出現，而最後一個影響澳門的熱帶氣旋會在九月下旬出現。

### 臺灣
交通部中央氣象局在6月30日公布颱風季展望，預估今年6至12月颱風生成數為正常至偏少，侵台颱風數在正常範圍內約3到5個。

## 風季概述
受太平洋厄尔尼诺现象影响，副熱帶高壓脊變得強勁，導致2020年西北太平洋及南海相較往年平靜，前四個月未形成任何熱帶氣旋，此現象上一次出現是在2016年。5月10日，菲律賓以東的熱帶擾動增強為熱帶低氣壓，本年風季正式開始。該熱帶低氣壓就是急劇增強影響菲律賓的強颱風黃蜂。華南的風季則開始於6月14日登陸粵西的熱帶風暴鸚鵡，它是本季第二個被命名風暴。太平洋亞熱帶高壓在7月異常強烈，使該月成為有紀錄以來首次沒有出現被命名的熱帶氣旋的7月。
然而踏入8月後，熱帶氣旋活動變得旺盛，而熱帶氣旋形成位置則偏西。8月上旬，環流相當廣闊且初期帶有季風低壓特性的森拉克影響廣東、廣西、海南、越南、老撾和泰國；同時，另一熱帶氣旋黑格比則以颱風強度登陸浙江，並影響福建、台灣、江蘇和韓國。8月中上旬，薔薇影響日本和韓國。8月中旬，米克拉以強烈熱帶風暴強度登陸福建；而海高斯就急劇增強，並以颱風強度影響珠江口一帶。8月21日，巴威形成，其後以強颱風強度登陸朝鮮。8月下旬至9月初，美莎克和海神接連以超強颱風強度影響中國東北、朝鮮半島、日本和俄羅斯遠東聯邦管區。
9月中旬，紅霞吹襲越南。9月下旬到10月初，白海豚、鯨魚和燦鴻相繼形成，但都沒有在任何地方登陸。
10月中旬開始，南海的熱帶氣旋活動變得旺盛。蓮花率先形成，為越南帶來滂沱大雨，並造成重大傷亡。浪卡則影響香港、澳門和海南。沙德爾在10月19日形成，主要影響菲律賓。10月下旬至11月上旬，莫拉菲和天鵝分別以強颱風與超強颱風的強度在菲律賓造成巨大破壞。其中，天鵝更成為今年最強的熱帶氣旋，其瞬間最大陣風達到315 km/h。10月29日，艾莎尼形成，影響台灣南部。
11月7日，艾濤形成，其後吹襲越南。11月8日，環高形成，急劇增強，並於11月11日登陸菲律賓。環高消散之後，西北太平洋的熱帶氣旋活動因日漸寒冷的天氣而變得稀少。12月5日，一個熱帶低氣壓生成，但沒有繼續增強。12月17日，一個熱帶擾動生成，此熱帶擾動後來發展成為科羅旺，並影響菲律賓、馬來西亞及泰國。12月29日，再有一個無名熱帶氣旋生成，但此熱帶氣旋一天後即消散，宣告此颱風季正式告一段落。

## 已被國際命名的熱帶氣旋

### 颱風黃蜂（Vongfong）
PAGASA：Ambo
5月6日下午12時30分，一個熱帶擾動在雅蒲島東南方海域生成，美國海軍研究實驗室給予擾動編號95W。
5月9日上午7時30分，聯合颱風警報中心將其評級提升為「中」。
5月10日上午8時，日本氣象廳將其升格為熱帶性低氣壓。上午10時，聯合颱風警報中心將其評級提升為「高」，並對其發布熱帶氣旋形成警報。
5月10日下午3時45分，香港天文台將其升格為熱帶低氣壓。
5月11日晚間8時，台灣中央氣象局將其升格為熱帶性低氣壓，給予編號TD01。晚間9時25分，日本氣象廳對其發布烈風警報。
5月12日上午1時，聯合颱風警報中心將其升格為熱帶性低氣壓，給予熱帶氣旋編號01W。晚間8時，日本氣象廳將其升格為熱帶風暴，給予國際編號2001，並命名「黃蜂」。同時，台灣中央氣象局將其升格為輕度颱風。隨後中國國家氣象中心亦跟隨升格。晚間10時，聯合颱風警報中心將其升格為熱帶風暴。
5月13日上午2時，香港天文台將其升格為熱帶風暴。上午5時，中國國家氣象中心將其升格為強烈熱帶風暴。因應水溫炎熱，垂直風切變微弱，以及高空輻散良好，黃蜂穩定增強，發展出中心密集雲團和雲捲風眼，日本氣象廳在下午2時50分把「黃蜂」升格為強烈熱帶風暴。下午2時，聯合颱風警報中心將其升格為颱風。
不過聯合颱風警報中心認為，當日天亮開始，強度便開始減弱，中心附近的結構有被略為破壞。隨後，菲律賓大氣地球物理和天文服務管理局認定此熱帶氣旋在下午12時15分於東薩馬省聖波利卡普登陸，登陸時十分鐘平均風速為每小時150公里。不過，黃蜂登陸時並未立即減弱。日本氣象廳將其十分鐘平均風速調升至85節，並表示黃蜂達到巔峰強度。不過，黃蜂隨後被地形產生的摩擦力影響，中心風速迅速削弱。下午10時，香港天文台將黃蜂降格為颱風。一小時後，中國國家氣象中心也跟隨。
黃蜂其後穿越數個島嶼，受磨擦力影響，逐漸減弱，對流變得更為鬆散。日本氣象廳在下午2時45分將黃蜂降格為強烈熱帶風暴。中央氣象局在下午3時將共降格為輕度颱風。其後，香港天文台和聯合颱風警報中心分別在下午3時半和5時將其降格為強烈熱帶風暴與熱帶風暴。中國國家氣象中心在當日晚上8時將其降格為強熱帶風暴。。
之後，黃蜂持續減弱，香港天文台在16日上午3時30分將黃蜂降格為熱帶風暴。同時，日本氣象廳也將其降格為熱帶風暴。中國國家氣象中心也在當日上午5時跟隨。其後，黃蜂進入南中国海，由於受到呂宋岛地形影響，產生高低層分離。
進入南中国海後，黃蜂繼續減弱。下午4時，聯合颱風警報中心將黃蜂降格為熱帶性低氣壓，同時對其發出最後警告。。中國國家氣象中心與香港天文台分別在下午5時和下午6時45分將熱帶風暴黃蜂降格為熱帶性低氣壓。17日凌晨3時，日本氣象廳將其降為熱帶性低氣壓。早上8時30分，中央氣象局將黃蜂降格為熱帶性低氣壓。上午9時15分，香港天文台將其降格為低壓區。
日本氣象廳在18日晚上8時的天氣圖中，認定其已併入滯留鋒面系統。

### 熱帶風暴鸚鵡（Nuri）
PAGASA：Butchoy
6月8日，一個熱帶擾動在薩馬島以東海域生成，美國海軍研究實驗室給予擾動編號98W。晚間，聯合颱風警報中心將其評級提升為「低」。
6月10日凌晨12時30分，聯合颱風警報中心將其評級提升為「中」。上午8時，日本氣象廳將其升格為熱帶低氣壓。
6月11日晚上8時，日本氣象廳對其發布烈風警報。同時，台灣中央氣象局將其升格為熱帶性低氣壓，給予編號TD02。下午五時，菲律賓氣象局將其升格為熱帶低氣壓，並將其命名。晚上10時，聯合颱風警報中心將其評級提升為「高」，並對其發布熱帶氣旋形成警報。
6月12日凌晨2時，香港天文台及澳門地球物理暨氣象局將其升格為熱帶性低氣壓。上午9時，聯合颱風警報中心將其升格為熱帶低氣壓，給予熱帶氣旋編號02W。晚上8時，日本氣象廳將其升格為熱帶風暴，給予國際編號2002，並命名「鸚鵡」。
6月13日下午4時，聯合颱風警報中心將其升格為熱帶風暴。
6月14日上午8時，日本氣象廳將其降為熱帶低氣壓。上午8時50分左右，中國國家氣象中心表示「鸚鵡」在廣東省陽江市江城區海陵鎮沿海登陸。上午10時，聯合颱風警報中心對其發布最後警告。
6月15日凌晨，日本氣象廳認為「鸚鵡」已經消散。

### 熱帶風暴森拉克（Sinlaku）
2020年初西北太平洋熱帶氣旋活動異常平靜，6月及7月太平洋下沉氣流強勁，而中東地區上升氣流旺盛。在副熱帶高壓脊的支配下，7月的西北太平洋只有少量熱帶低氣壓生成。
7月中下旬，數值預報模式預計季風槽將變得活躍，廣闊低壓帶會在菲律賓以東形成，橫過呂宋並徘徊南海中部。而當中數個低壓旋渦會在8月上旬吹襲華南沿岸、福建、台灣一帶後北上。其中一個低壓區在7月28日生成，美國海軍研究實驗室給予編號91W。該系統為「季候風低壓」，其環流廣闊、對流雲帶組織鬆散，且其中心不明顯，聯合颱風警報中心對該系統在1日內形成熱帶氣旋的機會評為「低」。
在副熱帶高壓脊引導下，該系統向西北偏西移動，29日下午在呂宋登陸，午夜到30日凌晨移入南海，在垂直風切變微弱以及攝氏30度的炎熱海水提供的能量下緩慢整合組織，其風力外強內弱。聯合颱風警報中心在31日凌晨1時半把上述評級提升為「中」；日本氣象廳在早上9時15分把該系統升為熱帶低氣壓，同時發出烈風警報，而中國國家氣象中心和香港天文台也接連在下午3時11分和晚上8時45分亦把該系統升為熱帶低氣壓。此時各數值預報和官方氣象部門均預計該系統掠過海南和北部灣一帶，並登陸越南北部。
8月1日上午1時30分，聯合颱風警報中心將其評級提升為「高」，並對其發佈熱帶氣旋形成警報。下午2時，日本氣象廳將其升格為熱帶風暴，給予國際編號2003，並命名「森拉克」。同時，中國國家氣象中心將其升格為熱帶風暴。台灣中央氣象局將其升格為輕度颱風。下午4時，聯合颱風警報中心將其升格為熱帶風暴，給予熱帶氣旋編號04W。
8月2日，中國國家氣象中心表示森拉克已於下午2時40分前後在越南清化市附近沿海登陸。下午8時，日本氣象廳將其降格為熱帶低氣壓。下午10時，香港天文台將其降格為低壓區。同時，台灣中央氣象局將森拉克降格為熱帶性低氣壓。
8月3日下午8時，日本氣象廳在天氣圖上移除該系統。
10月20日，在日本氣象廳發布的最佳路徑中，森拉克的巔峰風速被上調至40節(每小時75公里)，而氣壓則被下調至985百帕。

### 颱風黑格比（Hagupit）
PAGASA：Dindo
7月31日上午9時45分，一個熱帶擾動在菲律賓東方海域生成，美國海軍研究實驗室給予擾動編號92W。下午12時45分，聯合颱風警報中心將其評級提升為「中」。下午2時，日本氣象廳將其升格為熱帶低氣壓。
8月1日上午8時，日本氣象廳對其發布烈風警報。同時，台灣中央氣象局將其升格為熱帶性低氣壓，給予編號TD05，並同時發布熱帶性低氣壓特報。上午10時，聯合颱風警報中心將其升格為熱帶低氣壓，給予熱帶氣旋編號03W。下午2時，香港天文台將其升格為熱帶低氣壓。晚上7時，日本氣象廳將其升格為熱帶風暴，給予國際編號2004，並命名「黑格比」；同時，台灣中央氣象局將其升格為輕度颱風。8月2日清晨5時30分，台灣中央氣象局對其發布海上颱風警報，當時黑格比位於鵝鑾鼻東方490公里的海面上，隨者黑格比遠離，中央氣象局在8月3日23時30分解除颱風警報，當時黑格比位於上海南方440公里的海面上。
國家氣象中心認定黑格比在8月4日上午3時30分，於浙江省溫州樂清市翁垟街道登陸。黑格比登陸時兩分鐘平均風速每秒38米，中心最低氣壓970百帕。登陸後，受地形影響，其強度逐漸減弱，中央氣象局在上午9時將黑格比降格為輕度颱風，同時國家氣象中心也將其降格為強熱帶風暴。三小時後，日本氣象廳將其降格為強烈熱帶風暴。黑格比隨後轉向北移動，並持續減弱，國家氣象中心在下午5時將黑格比降格為熱帶風暴。當日下午9時，黑格比的中心離開浙江並從蘇州市吳江區進入江蘇境內。同時，日本氣象廳將黑格比降格為熱帶風暴。黑格比轉向東北進入黃海後，移動速度加快，出海前國家氣象中心一度降其降格為熱帶低壓，出海後又增強為熱帶風暴。黑格比在8月6日上午3時於朝鮮黃海南道一帶沿海登陸。
進入中緯度地區後，黑格比逐漸失去熱帶性質。8月6日上午8時，日本氣象廳表示黑格比已在日本海轉化為溫帶氣旋。轉化之後，黑格比處在發展階段，持續向東北方移動，中心氣壓逐漸下降，翌日進入成熟階段，並發展出錮囚鋒，通過北海道北部。8月8日，黑格比與鋒面脫離。其周邊全是冷空氣，便進入了消亡階段。

### 熱帶風暴薔蜜（Jangmi）
PAGASA：Enteng
8月6日，一個熱帶擾動在菲律賓東方海域生成，美國海軍研究實驗室給予擾動編號94W。
8月7日上午8時，日本氣象廳將其升格為熱帶低氣壓。下午7時，聯合颱風警報中心將其評級提升為「中」。
8月8日凌晨2時，日本氣象廳對其發布烈風警報。同時，台灣中央氣象局將其升格為熱帶性低氣壓，給予編號TD06，並對其發布路徑預測。 上午4時半，聯合颱風警報中心將其評級提升為「高」，並對其發布熱帶氣旋形成警報。下午1時，聯合颱風警報中心將其升格為熱帶低氣壓，給予熱帶氣旋編號05W。
8月9日凌晨2時，日本氣象廳將其升格為熱帶風暴，給予國際編號2005，並命名「薔薇」。同時，中國國家氣象中心將其升格為熱帶風暴。台灣中央氣象局將其升格為輕度颱風。隨後，香港天文台將其升格為熱帶低氣壓。在上午八時，香港天文台將其升格為熱帶風暴。
8月10日下午2時50分，薔蜜於慶尚南道巨濟島南端登陸。下午10時，聯合颱風警報中心對其發布最後警告。
8月11日上午8時，日本氣象廳表示薔蜜在日本海轉化為溫帶氣旋。

### 強烈熱帶風暴米克拉（Mekkhala）
PAGASA：Ferdie
8月8日，一個熱帶擾動在南海東方海域生成，美國海軍研究實驗室給予擾動編號95W。
8月9日上午8時，日本氣象廳將其升格為熱帶低氣壓。下午4時，聯合颱風警報中心將其評級提升為「高」，並對其發布熱帶氣旋形成警報。晚間8時，聯合颱風警報中心將其升格為熱帶低氣壓，給予熱帶氣旋編號07W。同時，台灣中央氣象局將其升格為熱帶性低氣壓，給予編號TD07，並發布熱帶性低氣壓特報。晚上11時，香港天文台將其升格為熱帶低氣壓。
8月10日凌晨3時，日本氣象廳對其發布烈風警報。上午8時，台灣中央氣象局率先將其升格為輕度颱風。
8月10日上午10時30分，台灣中央氣象局對其發布海上陸上颱風警報，成為今年第一個發布陸上颱風警報的颱風。
8月11日上午7時30分，米克拉登陸福建省漳州市漳浦縣。下午2時，香港天文台將降格為熱帶低氣壓。下午5時，香港天文台將其降格為低壓區。下午8時，日本氣象廳將其降格為熱帶低氣壓。
8月12日上午8時，日本氣象廳認為米克拉已消散。

### 強烈熱帶風暴海高斯（Higos）
PAGASA：Helen
8月16日，一個熱帶擾動在菲律賓呂宋島東方海域生成，美國海軍研究實驗室給予擾動編號99W。下午12時15分，聯合颱風警報中心將其評級提升為「中」。下午2時，日本氣象廳將其升格為熱帶低氣壓。中國國家氣象中心及澳門地球物理暨氣象局亦分別在下午5時及下午8時跟隨將其升格。
8月17日上午10時30分，聯合颱風警報中心將其評級提升為「高」，並對其發布熱帶氣旋形成警報。晚上8時，日本氣象廳對其發布烈風警報。同時，台灣中央氣象局將其升格為熱帶低氣壓，給予編號TD09。
8月18日凌晨1時，聯合颱風警報中心將其升格為熱帶低氣壓，給予熱帶氣旋編號08W。凌晨2時，香港天文台亦跟隨升格。中國國家氣象中心在早上8時將其升格為熱帶風暴，香港天文台在早上9時跟隨。上午8時，日本氣象廳將其升格為熱帶風暴，給予國際編號2007，並命名「海高斯」。早上8時台灣中央氣象局將其升格為輕度颱風。下午5時，中國國家氣象中心將其升格為強烈熱帶風暴，香港天文台在下午7時跟隨。下午8時，中國國家氣象中心及澳門地球物理暨氣象局率先將其升格為颱風，香港天文台也在凌晨1時跟隨。
8月19日凌晨2時，日本氣象廳將其升格為強烈熱帶風暴。中國國家氣象中心表示海高斯已於上午6時前後在廣東省珠海市金灣區沿海登陸。上午10時，聯合颱風警報中心對其發布最後警告。下午3時，澳門地球物理暨氣象局將其降格為熱帶低氣壓。香港天文台及中國國家氣象中心亦在下午5時及8時跟隨將其降格。
8月20日凌晨2時，日本氣象廳將其降格為熱帶性低氣壓。下午8時，日本氣象廳認為其已消散。

### 颱風巴威（Bavi）
PAGASA：Igme
8月17日，一個熱帶擾動在菲律賓呂宋島東方海域生成，美國海軍研究實驗室給予擾動編號90W。
8月21日凌晨12時15分，聯合颱風警報中心將其評級提升為「中」。上午5時，聯合颱風警報中心將其評級提升為「高」，並對其發布熱帶氣旋形成警報。上午8時，日本氣象廳將其升格為熱帶低氣壓。下午2時，台灣中央氣象局將其升格為熱帶性低氣壓，給予編號TD10，並於下午4時10分發布熱帶性低氣壓特報。晚上7時，聯合颱風警報中心將其升格為熱帶低氣壓，給予熱帶氣旋編號09W。晚上8時，日本氣象廳對其發布烈風警報。同時，中國國家氣象中心將其升格為熱帶低氣壓。晚上11時，香港天文台跟隨將其升格。
8月22日上午9時，日本氣象廳將其升格為熱帶風暴，給予國際編號2008，並命名「巴威」，同時台灣中央氣象局將其升格為輕度颱風，並發布海上颱風警報下午5時。中國國家氣象中心將其升格為強烈熱帶風暴。日本氣象廳及香港天文台也在下午5時將其升格。8月22日下午23時30分，中央氣象局發布解除海上颱風警報。
8月23日下午2時，聯合颱風警報中心將其升格為颱風，晚間8時，聯合颱風警報中心將風速升至70節（每小時130公里）。
8月24日凌晨2時，中國國家氣象中心及香港天文台將其升格為颱風；凌晨3時，聯合颱風警報中心將風速降至65節（每小時120公里），並撤銷23日下午2時以及晚間8時之升格。但於上午8時，聯合颱風警報中心再度提升其風速至70節。上午11時，日本氣象廳將其升格為颱風。下午2時，台灣中央氣象局將其升格為中度颱風。
8月25日上午11时，国家气象中心将巴威升格为強颱風，香港天文台在上午11時45分跟隨將其升格。
8月27日8时30分左右，巴威在朝鲜平安北道靠近中朝邊境一帶的沿海登陸，下午轉化為溫帶氣旋。

### 颱風美莎克（Maysak）
PAGASA：Julian
8月26日，一個熱帶擾動在帛琉北方海域生成，美國海軍研究實驗室給予擾動編號94W。上午3時30分，聯合颱風警報中心將其評級提升為「中」。
8月27日下午2時，日本氣象廳將其升格為熱帶低氣壓。下午4時，聯合颱風警報中心將其評級提升為「高」，並對其發布熱帶氣旋形成警報。
8月28日凌晨2時，日本氣象廳對其發布烈風警報。同時，台灣中央氣象局將其升格為熱帶性低氣壓，給予編號TD11。香港天文台在凌晨2時20分表示「位於菲律賓以東海域的低壓區正逐漸增強，一個熱帶氣旋似乎在形成中」。上午10時，聯合颱風警報中心將其升格為熱帶低氣壓，給予熱帶氣旋編號10W。上午11時45分，香港天文台將其升格為熱帶低氣壓。下午2時，日本氣象廳將其升格為熱帶風暴，給予國際編號2009，並命名「美莎克」。同時，台灣中央氣象局將其升格為輕度颱風。下午5時，中國國家氣象中心將其升格為熱帶風暴。晚上9時45分，香港天文台跟隨將其升格。
8月29日上午2時，日本氣象廳將其升格為強烈熱帶風暴，香港天文台在上午5時跟隨將其升格。下午8時，日本氣象廳將其升格為颱風。同時，台灣中央氣象局將其升格為中度颱風。
8月30日早上，中國國家氣象中心將其升格為颱風。同日，香港天文台和中國國家氣象中心相繼將美莎克升格為強颱風。
8月31日，香港天文台和中國國家氣象中心接連在晚上9時45分和9月1日凌晨2時25分把美莎克升格為超強颱風。
隨後，美莎克移動速度逐漸減至時速15至20公里，維持西北偏北路徑，在9月1日凌晨經宮古島和沖繩本島之間海域進入東海。而同時美莎克開始出現雙眼牆結構，代表開始進入眼牆置換循環。
然而，隨着美莎克開始進入垂直風切較強的區域，加上進入眼牆置換循環，其強度開始下降。9月2日上午9時45分，香港天文台將其降格為強颱風。不過，美莎克所在附近的海溫仍達攝氏28度，故其減弱趨勢相對較慢。美莎克加速至時速40公里，繼續向東北偏北推進，韓國氣象廳表示美莎克先在3日凌晨12時40分橫越慶尚南道巨濟島，再在凌晨1時20分登陸釜山。凌晨2時，香港天文台將其降格為颱風。上午4時，聯合颱風警報中心對其發布最後警告。上午11時，朝鮮政府宣布美莎克由咸鏡北道金策市登陸。中國氣象局表示美莎克已於13時40分前後进入吉林省延邊朝鮮族自治州和龍市境内。下午2時，日本氣象廳表示美莎克已轉化為溫帶氣旋。同時香港天文台將其降格為熱帶風暴，隨後於晚上8時表示美莎克已轉化為溫帶氣旋。
美莎克在14日凌晨採取西北路徑，時速15到20公里，中午進入內蒙古，深入中國東北地區並持續減弱。中國國家氣象中心在下午7時對美莎克停止編號。

### 颱風海神（Haishen）
PAGASA：Kristine
8月30日，一個熱帶擾動在小笠原群島東方海域生成，美國海軍研究實驗室給予擾動編號95W。
8月31日上午8時，日本氣象廳將其升格為熱帶低氣壓。下午1時，聯合颱風警報中心將其評級提升為「中」。下午2時，日本氣象廳對其發布烈風警報。同時，台灣中央氣象局將其升格為熱帶性低氣壓，給予編號TD12。下午5時30分，聯合颱風警報中心將其評級提升為「高」，並對其發布熱帶氣旋形成警報。下午7時，聯合颱風警報中心將其升格為熱帶性低氣壓，給予熱帶氣旋編號11W。
9月1日上午1時，聯合颱風警報中心將其升格為熱帶風暴。晚上9時，日本氣象廳將其升格為熱帶風暴，給予國際編號2010，並命名「海神」。同時，台灣中央氣象局將其升格為輕度颱風。
9月2日下午2時，聯合颱風警報中心率先將其升格為颱風，日本气象厅随后跟随升级。同時，台灣中央氣象局將其升格為中度颱風。
9月3日凌晨2時，中國國家氣象中心及香港天文台將其升格為颱風，台灣中央氣象局亦同時將其升格為中度颱風。晚上八時，中國國家氣象中心將其升格為強颱風。晚上9時45分，香港天文台跟隨將其升格。海神於晚間開始進入眼牆置換循環，並發展出雙風眼。
9月4日清晨，海神完成眼牆置換循環，並繼增增強。上午6時，中國國家氣象中心率先將海神升格為超強颱風，香港天文台亦在上午7時45分跟隨升格。上午8時，台灣中央氣象局將其升格為強烈颱風，為今年首個達此級別的熱帶氣旋。
由於高空槽令副熱帶高壓脊減弱，令海神在9月5日繞過副熱帶高壓脊西南面，改向西北偏北移動，時速約22公里，逼近琉球群島，並受到北面高空槽帶來的下沉氣流侵蝕環流。但在水溫仍達30至31度、垂直風切變、高空輻散等條件暫時維持良好的情況下，海神只是緩慢減弱，對流稍為變薄，風眼仍得以維持完整。聯合颱風警報中心在早上11時把海神降格為颱風。海神在下午再進入眼牆置換循環，其雙眼牆結構在雷達圖上清晰可見。9月6日凌晨，海神進入垂直風切變較強的海域，結構進一步受損，風眼變得薄弱和粗糙。最終，海神的眼壁置換持續至6日下午才完成。中國國家氣象中心和香港天文台接連在當天早上11時10分和下午4時15分把海神降格為強颱風。雷達圖顯示，海神的風眼在眼壁置換後縮小，並橫過吐噶喇群島上空。此時海神加速至時速35到40公里向西北偏北推進，進入東海並直逼九州島、韓國一帶。
海神在6日午夜到7日凌晨向北橫越對馬海峽，進一步加速至時速45至50公里，在日本九州西面近距離掠過，但其眼壁未有掃過該處。海神所在環境快速惡化，垂直風切變進一步加劇，而對馬海峽的水溫也低。韓國和日本的地形亦侵蝕了海神的對流。衛星雲圖和雷達圖均可見海神在7日凌晨後快速減弱，眼壁倒塌，對流迅速變淺。中國國家氣象中心和香港天文台接連在凌晨5時25分和早上9時45分把海神降格為颱風。按照中國國家氣象中心的數據，海神在早上7时半左右登陸韩国庆尚道釜山-蔚山沿海，登陸時風力每秒40米（每小時144公里）。登陸後海神的中心密集雲團崩潰，聯合颱風警報中心在早上11時把海神降格為熱帶風暴。中國國家氣象中心在下午2時半把海神降格為強熱帶風暴，而日本氣象廳至晚上8時50分跟隨降格。此時的海神已橫過韓國，移入日本海並繼續向北推進，該處水溫只有攝氏22至23度。當晚海神在朝鮮咸鏡北道登陸，中國國家氣象中心在晚上11時25分把海神降格為熱帶風暴，而日本氣象廳和聯合颱風警報中心均表示海神在8日凌晨2時轉化為溫帶氣旋。中国国家气象中心在早上8時也對已移入中國吉林的海神作出同樣表示。已轉化為溫帶氣旋的海神向西北偏北移動，進入黑龍江，其雲帶和螺旋性仍可在衛星雲圖上辨認。海神於9日在黑龍江原地滯留，再掉頭向西南偏南重返吉林，10日才逐漸在遼寧上空減弱消散。

### 熱帶風暴紅霞（Noul）
PAGASA：Leon
9月14日，一個熱帶擾動在菲律賓東方海域生成，美国海軍研究實驗室給予擾動編號90W。同日，聯合颱風警報中心將其評級為「低」。晚上8時，日本氣象廳將其升格為熱帶低氣壓。晚上9時，聯合颱風警報中心將其評級提升為「中」。
9月15日上午10時，聯合颱風警報中心將其評級提升為「高」，並對其發布熱帶氣旋形成警報。下午2時，日本氣象廳對其發布烈風警報。同時，台灣中央氣象局將其升格為熱帶低氣壓，給予編號TD13。下午5時，澳門地球物理暨氣象局及中國國家氣象中心亦將其升格為熱帶低氣壓。下午7時45分，香港天文台表示一個熱帶氣旋似乎形成中。下午8時，聯合颱風警報中心將其升格為熱帶低氣壓，給予熱帶氣旋編號13W。下午11時，香港天文台升格為熱帶低氣壓。
9月16日凌晨2時日本氣象廳將其升格為熱帶風暴，給予國際編號2011，並命名「紅霞」。同時，台灣中央氣象局將其升格為輕度颱風。清晨4時45分，香港天文台將其升格為熱帶風暴。上午10時，香港天文台指會在9月17日早上考慮發出一號戒備信號。9月17日上午5時，香港天文台將其升格為強烈熱帶風暴。
9月18日晨，红霞登陆越南承天顺化省，一路向西经过越南、老挝、泰国，强度逐渐减弱。当日下午5时，联合台风警报中心对其发布最后警告。
9月19日上午2时，日本气象厅将其降格为热带低氣压。

### 強烈熱帶風暴白海豚（Dolphin）
PAGASA：Marce
9月19日，一個熱帶擾動在日本沖之鳥島東北偏北海域生成，美國海軍研究實驗室給予擾動編號93W。當晚8時，日本氣象廳將其升格為熱帶低氣壓。
9月20日下午1時30分，聯合颱風警報中心將其評級提升為「中」。下午2時，台灣中央氣象局將其升格為熱帶性低氣壓，給予編號TD14。下午8時，聯合颱風警報中心直接將其升格為熱帶風暴，給予熱帶氣旋編號14W。
9月21日上午2時，香港天文台將其升格為熱帶低氣壓。上午8時，日本氣象廳對其發布烈風警報。上午11時，日本氣象廳將14W升格為熱帶風暴，給予國際編號2012，並命名「白海豚」。
9月22日上午9時，日本氣象廳將其升格為強烈熱帶風暴。同日下午2時，香港天文台亦跟隨將其升格，台灣中央氣象局跟隨升格為輕度颱風。
9月24日上午8时50分，日本气象厅将其降格为热带风暴。同日上午11时，联合台风警报中心对其发布最后警报。下午2时，日本气象厅表示白海豚已转化为温带气旋。

### 颱風鯨魚（Kujira）
9月25日，一個熱帶擾動在威克島西南偏西海域生成，美國海軍研究實驗室給予擾動編號97W，當日上午，聯合颱風警報中心將其評級為「低」。
9月26日下午1時30分，聯合颱風警報中心將其評級提升為「中」。下午2時，日本氣象廳將其升格為熱帶低氣壓，並對其發布烈風警報。同時，台灣中央氣象局將其升格為熱帶性低氣壓，給予編號TD15。下午5时，聯合颱風警報中心將其評級提升為「高」，並對其發布熱帶氣旋形成警報。
9月27日上午5時，聯合颱風警報中心將其升格為熱帶性低氣壓，給予熱帶氣旋編號15W。上午8時，日本氣象廳將其升格為熱帶風暴，給予國際編號2013，並將它命名為「鯨魚」。同時，中國國家氣象中心及台灣中央氣象局分別將其升格為熱帶風暴和輕度颱風。晚上8時，聯合颱風警報中心將其升格為熱帶風暴。
9月29日下午，聯合颱風警報中心將其升格為颱風。
9月30日凌晨5時，聯合颱風警報中心對鯨魚發出最後警報。下午2時日本氣象廳表示鯨魚已轉化為溫帶氣旋。

### 颱風燦鴻（Chan-hom）
10月1日，一個熱帶擾動在帕哈羅斯岩島西方海域生成，美國海軍研究實驗室給予擾動編號90W。
10月4日下午1時30分，聯合颱風警報中心將其評級提升為「中」。下午2時，日本氣象廳將其升格為熱帶低氣壓。下午5時，聯合颱風警報中心將其評級提升為「高」，並對其發布熱帶氣旋形成警報。晚上8時，日本氣象廳將其升格為熱帶低氣壓，並對其發布烈風警報。同時，台灣中央氣象局將其升格為熱帶性低氣壓，給予編號TD16。
10月5日上午5時，聯合颱風警報中心將其升格為熱帶低氣壓，給予熱帶氣旋編號16W。上午8時，日本氣象廳將其升格為熱帶風暴，給予國際編號2014，並命名「燦鴻」。同時，聯合颱風警報中心及中國國家氣象中心亦跟隨升格。下午2時，香港天文台亦將其升格為熱帶風暴。
10月6日晚上8時，日本氣象廳將其升格為強烈熱帶風暴。同時，香港天文台亦跟隨將其升格。
10月7日下午2時，日本氣象廳將其升格為颱風。同時，台灣中央氣象局及中國國家氣象中心分別將其升格為中度颱風和颱風。下午2時，香港天文台亦跟隨將其升格。
10月12日上午8時，日本氣象廳將其降格為熱帶性低氣壓。下午5時，聯合颱風警報中心對其發出最後警告。
10月17日上午5時，日本氣象廳認為其已併入鋒面系統。

### 熱帶風暴蓮花（Linfa）
10月7日，一個熱帶擾動在菲律賓東南方海域生成，美國海軍研究實驗室給予擾動編號92W。
10月9日晚上7時，聯合颱風警報中心將其評級提升為「高」，並對其發布熱帶氣旋形成警報。晚上8時，日本氣象廳將其升格為熱帶低氣壓。
10月10日上午8時，日本氣象廳對其發布烈風警報。同時，台灣中央氣象局將其升格為熱帶性低氣壓，給予編號TD17、聯合颱風警報中心將其升格為熱帶性低氣壓，給予熱帶氣旋編號17W。上午11時，中國國家氣象中心及香港天文台跟隨將其升格。下午2時，澳門地球物理暨氣象局將其升格為熱帶低氣壓。下午8時，聯合颱風警報中心率先將其升格為熱帶風暴。
10月11日上午2時，日本氣象廳將其升格為熱帶風暴，給予國際編號2015，並命名「蓮花」。同時，台灣中央氣象局將其升格為輕度颱風，而香港天文台、中國國家氣象中心及澳門地球物理暨氣象局亦跟隨日本氣象廳將其升格為熱帶風暴。其後中國國家氣象中心宣佈蓮花於早上11時45分在越南中部沿海登陸，登陸時兩分鐘平均風速20每秒（72每小時）。下午5時，聯合颱風警報中心對其發布最後警告；同時，香港天文台將其降格為熱帶低氣壓。
10月12日凌晨2時，日本氣象廳將其降格為熱帶低氣壓。

### 熱帶風暴浪卡（Nangka）
PAGASA：Nika
10月11日，一個熱帶擾動在菲律賓東南方海域生成，美國海軍研究實驗室給予擾動編號93W。下午1時30分，聯合颱風警報中心將其評級提升為「中」。下午2時，日本氣象廳將其升格為熱帶低氣壓，並對其發布烈風警報。同時，台灣中央氣象局將其升格為熱帶性低氣壓，給予編號TD18。中國國家氣象中心亦將其升格。下午5時，香港天文台將其升格為熱帶低氣壓。下午5时30分，聯合颱風警報中心將其評級提升為「高」，並對其發布熱帶氣旋形成警報。香港天文台及澳門地球物理暨氣象局分別於晚上8時40分及晚上10時發出一號戒備信號及一號風球。
10月12日凌晨2時，聯合颱風警報中心將其升格為熱帶性低氣壓，給予熱帶氣旋編號18W。下午2時，日本氣象廳將其升格為熱帶風暴，給予國際編號2016，並命名「浪卡」。同時，聯合颱風警報中心亦跟隨將其升格。下午3時，香港天文台將其升格為熱帶風暴。
10月13日上午5時40分，香港天文台發出八號東北烈風或暴風信號。上午7時30分，澳門地球物理暨氣象局發出八號東北風球。當日下午7時40分，香港天文台除下八號東北烈風或暴風信號，改掛三號強風信號。
10月14日下午5時，聯合颱風警報中心對其發布最後警告。晚上8時，日本氣象廳認為浪卡已減弱為熱帶低氣壓。

### 颱風沙德爾（Saudel）
PAGASA：Pepito
10月16日，一個熱帶擾動在伊法利克環礁西南方海域生成，美國海軍研究實驗室給予擾動編號96W。
10月18日下午1時30分，聯合颱風警報中心將其評級提升為「中」。
10月19日凌晨2時，日本氣象廳將其升格為熱帶低氣壓。上午8時，日本氣象廳對其發布烈風警報。同時，台灣中央氣象局將其升格為熱帶性低氣壓，給予編號TD20；聯合颱風警報中心將其升格為熱帶低氣壓，給予熱帶氣旋編號19W；中國國家氣象中心亦將其升格。下午2時，香港天文台將其升格為熱帶低氣壓。
10月20日上午8時，日本氣象廳將其升格為熱帶風暴，給予國際編號2017，並命名「沙德爾」。同時，台灣中央氣象局將其升格為輕度颱風。中國國家氣象中心、香港天文台及澳門地球物理暨氣象局都將其升格為熱帶風暴。菲律賓大氣地球物理和天文服務管理局於20日晚23時發布消息稱，今年的第17號颱風「沙德爾」已於當晚21時以熱帶風暴強度登陸菲律賓呂宋島奧羅拉省卡西古蘭。
10月21日下午2時，日本氣象廳將其升格為強烈熱帶風暴。下午9時，香港天文台亦將其升格。
10月22日上午8時，日本氣象廳將其升格為颱風。下午2時，香港天文台亦將其升格為颱風。同時，台灣中央氣象局將其升格為中度颱風。
10月24日早上5時，香港天文台將其降格為強烈熱帶風暴。10月25日早上11時，香港天文台再將其降格，沙德爾成為熱帶風暴。同日下午8時，香港天文台將其降格為熱帶低氣壓。
10月26日凌晨2時，日本氣象廳將其降格為熱帶低氣壓。同時，香港天文台將其降格為低壓區；而聯合颱風警報中心則對其發布最後警告。中國國家氣象中心宣佈沙德爾於凌晨3時30分在越南廣平省洞海市附近沿海登陸。晚上8時，日本氣象廳在天氣圖上移除該系統。
事後，日本氣象廳將其巔峰風速下調至65節（每小時120公里），氣壓上調至975百帕。

### 颱風莫拉菲（Molave）
PAGASA：Quinta
10月21日，一個熱帶擾動在法斯島南方海域生成，美國海軍研究實驗室給予擾動編號98W。
10月23日上午8時，日本氣象廳將其升格為熱帶低氣壓。下午1時30分，聯合颱風警報中心將其評級提升為「中」。下午2時，台灣中央氣象局將其升格為熱帶性低氣壓，給予編號TD21。晚上8時，日本氣象廳對其發布烈風警報。同時，聯合颱風警報中心將其評級提升為「高」，並對其發布熱帶氣旋形成警報。
10月24日上午8時，聯合颱風警報中心將其升格為熱帶性低氣壓，給予熱帶氣旋編號21W。下午2時，香港天文台將其升格為熱帶低氣壓。下午5時，中國國家氣象中心亦將其升格。晚上8時，聯合颱風警報中心率先將其升格為熱帶風暴。
10月25日凌晨2時，日本氣象廳將其升格為熱帶風暴，給予國際編號2018，並命名「莫拉菲」。同時，香港天文台將其升格為熱帶風暴；而台灣中央氣象局則將其升格為輕度颱風。上午5時，中國國家氣象中心將其升格為熱帶風暴。上午11時，中國國家氣象中心將其升格為強烈熱帶風暴。香港天文台在下午12時30分跟隨將其升格。下午2時，日本氣象廳將其升格為強烈熱帶風暴。下午5時，菲律賓大氣地球物理和天文管理局和日本氣象廳將其升格為颱風。下午5時，香港天文台也將其升格。
10月25日凌晨2時，香港天文台將其升格為強颱風。
10月29日上午8時，日本氣象廳將其降格為熱帶低氣壓。晚上8時，日本氣象廳在天氣圖上移除該系統。

### 颱風天鵝（Goni）
PAGASA：Rolly
10月22日，一個熱帶擾動在埃內韋塔克環礁東南方附近海域生成，美國海軍研究實驗室給予擾動編號99W。起初多個數值預報支持此系統發展，但隨著環境與結構未有明顯改善，數值預報便逐漸不再看好此系統的發展。直至10月26日晚間8時，日本氣象廳才將其升格為熱帶低氣壓。
10月27日凌晨，此系統的結構開始穩步整合，螺旋性也變得明顯，使得聯合颱風警報中心在傍晚6時將其評級提升為「高」，並對其發布熱帶氣旋形成警報。晚間8時，日本氣象廳對其發布烈風警報，同時，台灣中央氣象局將其升格為熱帶性低氣壓，給予編號TD22。
10月28日上午8時，聯合颱風警報中心將其升格為熱帶性低氣壓，給予熱帶氣旋編號22W。下午5時，香港天文台將其升格為熱帶低氣壓。3小時後，聯合颱風警報中心將其升格為熱帶風暴。
10月29日凌晨2時，日本氣象廳將其升格為熱帶風暴，給予國際編號2019，並命名「天鵝」。隨後，台灣中央氣象局將其升格為輕度颱風。在命名後的6小時之內，天鵝開始爆發增強，雲捲風眼也顯示在可見光衛星雲圖上。下午2時，聯合颱風警報中心將其升格為颱風，當時其風速為70節（每小時130公里）。下午5時，香港天文台將其升格為強烈熱帶風暴。傍晚時分，天鵝開始快速構建中心密集雲團，先前的雲捲風眼被填塞，並逐漸轉為一個風眼。下午8時，日本氣象廳將其升格為強烈熱帶風暴。晚上11時，日本氣象廳將其升格為颱風，而同時跟隨將其升格的香港天文台更直接將天鵝之中心風速上調至等級上限的每小時140公里。
10月30日凌晨2時，香港天文台將其升格為強颱風。上午8時，中國國家氣象中心將其升格為超強颱風。3小時後，香港天文台也跟隨升格，並一舉將其最高風速提升至每小時220公里。由此可見，天鵝發展相當迅速。下午2時，台灣中央氣象局將其升格為強烈颱風。下午6時，日本氣象廳把天鵝的風速上調至105節（每小時195公里），標誌着天鵝成為本年度首個評級達到「猛烈的」的熱帶氣旋。天鵝更超越同年的颱風海神，成為2020年西北太平洋最強的熱帶氣旋。
11月1日凌晨，天鵝達到生命史中最高強度。日本氣象廳和香港天文台評定天鵝的接近中心最高持續風速（以10分鐘平均風速計算）分別為120節（每小時220公里）及每小時275公里，前者追平2016年颱風莫蘭蒂，而後者則以每小時5公里之差，超越2010年颱風鮎魚的每小時270公里，只略遜於2013年颱風海燕的每小時285公里。中國國家氣象中心評定天鵝的中心風力（以2分鐘平均風速計算）為每秒68米（每小時245公里），以每秒4米之差，略遜於鮎魚之每秒72米（每小時260公里）。臺灣中央氣象局評定其中心風力（以10分鐘平均風速計算）達每秒65米（每小時235公里），追平鮎魚，更以每秒2米之差，超越海燕之每秒63米（每小時225公里）。菲律賓大氣地球物理和天文管理局評定天鵝的中心風力（以10分鐘平均風速計算）為每小時225公里，追平鮎魚；亦僅以10公里之差，略遜於海燕的每小時235公里。另外天鵝亦成為菲律賓在2014年更新颱風評級後第二個超強颱風，上一個為2016年的颱風海馬。而美國聯合颱風警報中心更評估天鵝的中心風力（以1分鐘平均風速計算）達到170節（每小時315公里），追平颱風海燕及莫蘭蒂的紀錄。日本氣象廳及聯合颱風警報中心分別通過「德沃夏克分析法」分析後，發現天鵝的「T指數」亦達到8.0，是自2013年颱風海燕以來，首個達到「雙T8.0」的熱帶氣旋。
天鵝以巔峰強度於11月1日上午4時50分登陸菲律賓卡坦端內斯省，並上午7時20分於南甘馬仁省二度登陸。受到垂直風切急劇增加及菲律賓地形影響，天鵝在登陸後急劇減弱，亦出現高底層分離的現象。上午8時，聯合颱風警報中心將其降格為颱風，並將其風速由巔峰的170節大幅下調至130節。日本氣象廳亦將其風速降至90節。下午2時，聯合颱風警報中心再將其風速降至75節，日本氣象廳則將其風速降至80節。同時，台灣中央氣象局則將其降格為中度颱風。下午8時，天鵝高底層分離的狀況變得更嚴重，聯合颱風警報中心便將其降格為熱帶風暴。同時，日本氣象廳則將其降格為強烈熱帶風暴，反映天鵝在不足1日内便由超強颱風急劇減弱為熱帶風暴。
11月2日凌晨，天鵝進入南海。上午2時，日本氣象廳將其降格為熱帶風暴；同時，台灣中央氣象局將其降格為輕度颱風。下午2時，聯合颱風警報中心將其降格為熱帶低氣壓。然而6小時後，聯合颱風警報中心再次將其升格為熱帶風暴。
11月6日下午2時，日本氣象廳將其降格為熱帶低氣壓。晚上8時，日本氣象廳在天氣圖上移除該系統。

### 強烈熱帶風暴艾莎尼（Atsani）
PAGASA：Siony
10月27日，一個熱帶擾動在楚克群島西南偏南海域生成，美國海軍研究實驗室給予擾動編號90W。
10月29日上午1時45分，聯合颱風警報中心將其評級提升為「中」。上午8時，日本氣象廳將其升格為熱帶低氣壓並且發布烈風警報。同時，台灣中央氣象局將其升格為熱帶性低氣壓，給予編號TD23。下午3時30分，聯合颱風警報中心將其評級提升為「高」，並對其發布熱帶氣旋形成警報。晚上8時，日本氣象廳將其升格為熱帶風暴，給予國際編號2020，並命名「艾莎尼」。同時，香港天文台直接將其升格為熱帶風暴。
11月4日，香港天文台將其升格為強烈熱帶風暴。晚上8時，日本氣象廳將其升格為強烈熱帶風暴。
11月5日下午2時，中國國家氣象中心率先將其升格為颱風。下午8時，中國國家氣象中心將其降格為強烈熱帶風暴。
11月7日上午5時，香港天文台將其降格為熱帶風暴。下午2時，台灣中央氣象局率先將其降格為熱帶性低氣壓。下午5時，香港天文台將其降格為熱帶低氣壓。晚上8時，日本氣象廳將其降格為熱帶低氣壓。同時，聯合颱風警報中心對其發出最後警告。
11月8日上午2時，香港天文台將其降格為低壓區。同時，日本氣象廳在天氣圖上移除該系統。

### 熱帶風暴艾濤（Etau）
PAGASA：Tonyo
11月5日，一個熱帶擾動在法勞萊普環礁北北西海域生成，美國海軍研究實驗室給予擾動編號92W。
11月7日上午8時，日本氣象廳將其升格為熱帶低氣壓。晚上8時，聯合颱風警報中心將其評級提升為「高」，並對其發布熱帶氣旋形成警報。
11月8日上午8時，日本氣象廳對其發布烈風警報。同時，台灣中央氣象局將其升格為熱帶性低氣壓，給予編號TD24。晚上8時，聯合颱風警報中心將其升格為熱帶低氣壓，給予熱帶氣旋編號24W。晚上11時，香港天文台將其升格為熱帶低氣壓。
11月9日凌晨2時，日本氣象廳將其升格為熱帶風暴，給予國際編號2021，並命名「艾濤」。同時，台灣中央氣象局將其升格為輕度颱風，而香港天文台亦將其升格為熱帶風暴。
11月10日下午2時30分，艾濤在越南慶和省沿海登陸。晚間5時，日本氣象廳將其降格為熱帶低氣壓。晚上11時，香港天文台將其降格為低壓區。
11月11日晚上8時，日本氣象廳認為其已消散。

### 颱風環高（Vamco）
PAGASA：Ulysses
11月8日，一個熱帶擾動在雅浦島南南西海域生成，美國海軍研究實驗室給予擾動編號93W。下午2時，日本氣象廳將其升格為熱帶低氣壓。下午8時，日本氣象廳對其發布烈風警報。同時，台灣中央氣象局將其升格為熱帶低氣壓，給予編號TD25；聯合颱風警報中心將其評級提升為「高」，並對其發布熱帶氣旋形成警報。
11月9日下午2時，日本氣象廳將其升格為熱帶風暴，給予國際編號2022，並命名「環高」。同時，香港天文台將其升格為熱帶低氣壓。
11月10日凌晨2時，香港天文台將其升格為熱帶風暴。下午5時，中國國家氣象中心將其升格為強熱帶風暴。同時，香港天文台亦將其升格為強烈熱帶風暴。下午8時，日本氣象廳將其升格為強烈熱帶風暴。
11月11日上午5時，香港天文台將其升格為颱風。上午8時，日本氣象廳將其升格為颱風。同時，台灣中央氣象局將其升格為中度颱風。上午10時，聯合颱風警報中心將其升格為颱風。下午8時，香港天文台將其升格為強颱風。颱風環高晚間10時30分在菲律賓奎松省巴納龍干附近首次登陸，晚間11時20分奎松省布爾德奧斯附近第二次登陸，隔日凌晨1時40分於奎松省納卡爾將軍城附近第三次登陸。
11月12日上午8時，香港天文台將其降格為颱風。
11月13日下午6時，日本氣象廳再度將其升格為颱風。下午11時，香港天文台再度將其升格為強颱風。
11月14日下午8時，香港天文台將其降格為颱風。
11月15日上午8時，香港天文台將其降格為強烈熱帶風暴。下午1時40分，中國國家氣象中心表示環高已在越南廣平省沿海登陸。下午2時，聯合颱風警報中心對其發出最後警告。下午5時，香港天文台將其降格為熱帶風暴，並於6小時之後再將其降格為熱帶低氣壓。
11月16日午夜0時，日本氣象廳將其降格為熱帶低氣壓。凌晨2時，香港天文台將其降格為低壓區。下午2時，聯合颱風警報中心從天氣圖上移除環高。晚上8時，日本氣象廳在天氣圖上移除該系統。

### 熱帶風暴科羅旺（Krovanh）
PAGASA：Vicky
12月17日，一個熱帶擾動在菲律賓東南方海域生成，美國海軍研究實驗室給予擾動編號99W。
12月18日下午2時，聯合颱風警報中心將其評級提升為「中」。晚間8時，日本氣象廳將其升格為熱帶低氣壓並對其發布烈風警報。同時，台灣中央氣象局將其升格為熱帶性低氣壓，給予編號TD26。
12月19日凌晨2時，聯合颱風警報中心將其評級提升為「高」，並對其發布熱帶氣旋形成警報。
12月20日凌晨2時，香港天文台將其升格為熱帶低氣壓。上午8時，聯合颱風警報中心將其升格為熱帶低氣壓，給予熱帶氣旋編號26W。下午2時，日本氣象廳將其升格為熱帶風暴，給予國際編號2023，並命名「科羅旺」。下午5時，中國國家氣象中心將其升格為熱帶風暴。
12月21日上午8時，日本氣象廳、台灣中央氣象局和香港天文台將其降格為熱帶低氣壓。下午2時，中國國家氣象中心將其降格為熱帶低氣壓。
12月22日晚間8時，香港天文台將其降格為低壓區。晚間11時，聯合颱風警報中心對其發出最後警告。
12月25日上午8時，日本氣象廳在天氣圖上移除該系統。

## 未被國際命名的熱帶氣旋

### 熱帶低氣壓
PAGASA：Carina
7月11日，一個熱帶擾動在菲律賓東北方海域生成，美國海軍研究實驗室給予擾動編號99W。下午8時，日本氣象廳將其升格為熱帶低氣壓。
7月13日上午5時，香港天文台將其升格為熱帶低氣壓。上午5時45分，聯合颱風警報中心將其評級提升為「中」。上午8時，澳門地球物理暨氣象局將其升格為熱帶低氣壓。
7月14日上午8時，台灣中央氣象局將其升格為熱帶性低氣壓，給予編號TD03，並發布熱帶性低氣壓特報。同時，香港天文台將其降格為低壓區。
7月15日上午7時，台灣中央氣象局將其降為低壓區。下午12時45分，聯合颱風警報中心將其評級降為「低」。下午2時，日本氣象廳認為其已消散。下午4時，聯合颱風警報中心取消其評級。
7月28日，一個熱帶擾動在威克島西北方海域生成，美國海軍研究實驗室給予擾動編號90W。凌晨2時，日本氣象廳將其升格為熱帶低氣壓。下午3時，聯合颱風警報中心將其判定為副熱帶低氣壓。

### 熱帶低氣壓06W
PAGASA：Gener
8月9日，一個熱帶擾動在小笠原群島東方海域生成，美國海軍研究實驗室給予擾動編號96W。上午8時，日本氣象廳將其升格為熱帶低氣壓。下午3時半，聯合颱風警報中心直接將其評級提升為「高」，並對其發布熱帶氣旋形成警報。晚間8時，聯合颱風警報中心直接將其升格為熱帶風暴，給予熱帶氣旋編號06W，同時，台灣中央氣象局將其升格為熱帶低氣壓，給予編號TD08。
8月10日上午8時，日本氣象廳對其發布烈風警報。下午10時，香港天文台將其升格為熱帶低氣壓。8月11日下午2時，日本氣象廳取消對其發布的烈風警報。而06W吹襲小笠原群島附近，把西之島的火山灰捲入，衛星雲圖上可以清晰地見到其環流中挾帶着的火山灰，因此此熱帶低氣壓亦被稱為「火山灰低壓」。
8月13日上午8時，香港天文台將其降格為低壓區。上午10時，聯合颱風警報中心對其發布最後警告。上午11時，日本氣象廳在天氣圖上移除該系統。其殘餘挾帶火山灰持續向西移動，使台灣附近的空氣品質較為欠佳。

### 熱帶低氣壓12W
一個低壓區於9月9日在硫磺島東北方海域生成，美國海軍研究實驗室給予熱帶擾動編號97W，日本氣象廳於10日早上8時把該系統升格為熱帶低氣壓。該系統在副熱帶高壓脊的引導下，向西北偏北移動，橫過超過攝氏29度水溫的海域，並受到垂直風切變抑制，對流雲帶被切離向東北，數值預報預計該系統的發展機會不大。聯合颱風警報中心對它在1日內發展成熱帶氣旋的機會評為「低」，晚上9時30分提升為「中」，至10日晚上11時半進一步提升為「高」，並發出熱帶氣旋形成警報。最終聯合颱風警報中心在11日凌晨5時把該系統短暫升格為熱帶低氣壓，給予熱帶氣旋編號12W，僅僅6小時後便並發出最後警告。當日該系統改向東北偏東移動，時速約20公里，日本氣象廳在13日早上8時表示該系統已在東京以東海域轉化為溫帶氣旋。轉化後該系統繼續向東北偏東移動，横過國際換日線後消散於美國阿拉斯加以南海域。

### 熱帶低氣壓
9月28日，一個熱帶擾動在毛格群島東北方海域生成，美國海軍研究實驗室給予擾動編號98W。凌晨2時，日本氣象廳將其升格為熱帶低氣壓。下午1時30分，聯合颱風警報中心将其評級提升為「中」。
9月30日上午8时，日本氣象廳認為其已併入鋒面系統。下午1时半，聯合颱風警報中心在天气图上移除此天气系统。
PAGASA：Ofel
10月11日，一個熱帶擾動在帛琉西北方海域生成，美國海軍研究實驗室給予擾動編號94W。
10月13日上午8時，日本氣象廳將其升格為熱帶低氣壓。下午2時，台灣中央氣象局將其升格為熱帶性低氣壓，給予編號TD19。
10月14日下午2時，聯合颱風警報中心將其評級提升為「高」，並對其發布熱帶氣旋形成警報。
10月16日下午1時45分，聯合颱風警報中心將其評級降為「低」，並於下午2時取消發布熱帶氣旋形成警報。晚上8時，日本氣象廳在天氣圖上移除該系統。

### 熱帶低氣壓20W
10月19日，一個熱帶擾動在帕哈羅斯岩島西南西海域生成，美國海軍研究實驗室給予擾動編號97W。
10月20日凌晨2時，日本氣象廳將其升格為熱帶低氣壓。上午10時，聯合颱風警報中心直接將其評級提升為「高」，並對其發布熱帶氣旋形成警報。晚上8時，聯合颱風警報中心將其升格為熱帶低氣壓，給予熱帶氣旋編號20W。
10月21日晚上11時，聯合颱風警報中心對其發出最後警告。
10月23日下午2時，日本氣象廳認為其已併入鋒面系統。

### 熱帶低氣壓
12月5日下午2時，日本氣象廳表示一個熱帶低氣壓在沖之鳥島西北方海域生成。
12月6日凌晨2時，美國海軍研究實驗室給予擾動編號97W。下午2時，日本氣象廳認為其已併入鋒面系統。
12月29日上午8時，日本氣象廳表示一個熱帶低氣壓在菲律賓西南方海域生成。
12月30日凌晨2時，日本氣象廳將其降格為低壓區。 

## 熱帶氣旋名單

### 國際名稱
熱帶氣旋一旦在西太平洋達到熱帶風暴強度，就會由颱風委員會命名。用來命名的這些名稱是由14個成員國或地區各提供10個，然後以各國英語名稱的首字母排序。藍色體字表示今年已經使用過，未使用之名字則以灰色字體表示。2020年的風暴名稱可能會與2002年、2003年、2008年、2009年、2014年和2015年的部分風暴名稱相同。
| 提供國家／地區 | 名稱   | 名稱   | 名稱        | 名稱        | 名稱   |
| -------------- | ------ | ------ | ----------- | ----------- | ------ |
| 柬埔寨         | 達維   | 康妮   | 娜基莉      | 科羅旺 2023 | 翠絲   |
| 中國大陸       | 海葵   | 銀杏   | 風神        | 杜鵑        | 木蘭   |
| 朝鮮           | 鴻雁   | 桃芝   | 海鷗        | 舒力基      | 米雷   |
| 香港           | 鴛鴦   | 萬宜   | 鳳凰        | 彩雲        | 馬鞍   |
| 日本           | 小犬   | 天兔   | 天琴        | 小熊        | 蠍虎   |
| 老撾           | 布拉萬 | 帕布   | 洛鞍        | 薔琵        | 軒嵐諾 |
| 澳門           | 三巴   | 蝴蝶   | 黃蜂 2001   | 煙花        | 梅花   |
| 馬來西亞       | 杰拉華 | 聖帕   | 鸚鵡 2002   | 查帕卡      | 莫柏   |
| 密克罗尼西亚   | 艾雲尼 | 木恩   | 森拉克 2003 | 尼伯特      | 南瑪都 |
| 菲律賓         | 馬力斯 | 丹娜絲 | 黑格比 2004 | 盧碧        | 塔拉斯 |
| 韓國           | 格美   | 百合   | 薔薇 2005   | 銀河        | 奧鹿   |
| 泰國           | 派比安 | 韋帕   | 米克拉 2006 | 妮妲        | 玫瑰   |
| 美國           | 瑪莉亞 | 范斯高 | 海高斯 2007 | 奧麥斯      | 洛克   |
| 越南           | 山神   | 竹節草 | 巴威 2008   | 康森        | 桑卡   |
| 柬埔寨         | 安比   | 羅莎   | 美莎克 2009 | 燦都        | 尼莎   |
| 中國大陸       | 悟空   | 白鹿   | 海神 2010   | 電母        | 海棠   |
| 朝鮮           | 雲雀   | 楊柳   | 紅霞 2011   | 蒲公英      | 尼格   |
| 香港           | 珊珊   | 玲玲   | 白海豚 2012 | 狮子山      | 榕樹   |
| 日本           | 摩羯   | 劍魚   | 鯨魚 2013   | 圓規        | 山貓   |
| 老撾           | 麗琵   | 藍湖   | 燦鴻 2014   | 南川        | 帕卡   |
| 澳門           | 貝碧嘉 | 琵琶   | 蓮花 2015   | 瑪瑙        | 珊瑚   |
| 馬來西亞       | 普拉桑 | 塔巴   | 浪卡 2016   | 妮亞圖      | 瑪娃   |
| 密克罗尼西亚   | 蘇力   | 米娜   | 沙德爾 2017 | 雷伊        | 古超   |
| 菲律賓         | 西馬侖 | 樺加薩 | 莫拉菲 2018 | 馬勒卡      | 泰利   |
| 韓國           | 飛燕   | 浣熊   | 天鵝 2019   | 鮎魚        | 杜蘇芮 |
| 泰國           | 山陀兒 | 博羅依 | 艾莎尼 2020 | 暹芭        | 卡努   |
| 美國           | 百里嘉 | 麥德姆 | 艾濤 2021   | 艾利        | 蘭恩   |
| 越南           | 潭美   | 夏浪   | 環高 2022   | 桑達        | 蘇拉   |

### 菲律賓名稱
菲律賓大氣地球物理和天文服務管理局對責任區域內的熱帶氣旋使用獨立的命名方法，所有在其責任海域形成，或是進入其責任海域，或是有可能進入其責任海域的熱帶低氣壓都會獲得名稱，命名名稱每4年完成一次輪換，只有退役的名稱會予以替換，並且還準備有輔助名單，以便在名稱全部用完時替補。以下列出2020年的風暴名單，未經啟用的名稱以灰色表示，括弧內則是風暴的國際名稱：
| Ambo（黃蜂）     | Butchoy（鸚鵡）  | Carina          | Dindo（黑格比） | Enteng（薔薇）   |
| Ferdie（米克拉） | Gener            | Helen（海高斯） | Igme（巴威）    | Julian（美莎克） |
| Kristine（海神） | Leon（紅霞）     | Marce（白海豚） | Nika（浪卡）    | Ofel             |
| Pepito（沙德爾） | Quinta（莫拉菲） | Rolly（天鵝）   | Siony（艾莎尼） | Tonyo（艾濤）    |
| Ulysses（環高）  | Vicky（科羅旺）  | Warren（未用）  | Yoyong（未用）  | Zosimo（未用）   |
| 替補名單         |                  |                 |                 |                  |
| Alakdan（未用）  | Baldo（未用）    | Clara（未用）   | Dencio（未用）  | Estong（未用）   |
| Felipe（未用）   | Gomer（未用）    | Heling（未用）  | Ismael（未用）  | Julio（未用）    |

## 季節影響
此表列出了所有在2020年西太平洋曾經活躍的熱帶氣旋。此列表內容包括該熱帶氣旋的強度，持續時間，名稱，及造成的傷亡和破壞。所有破壞都以美元作為單位。括號中的是指間接導致的死亡（如交通意外，或滑坡等等）。
| 風暴名稱     | 持續日期           | 最高強度     | 持續風速      | 氣壓         | 影響地區 | 損失 （美元） | 死亡人數 | 來源 |
| ------------ | ------------------ | ------------ | ------------- | ------------ | --- | ------------- | -------- | ---- |
| 黃蜂         | 5月10日－5月18日   | 強烈颱風     | 每小時155公里 | 960百帕斯卡  | 帛琉、菲律賓、臺灣 | $5000萬       | 5        |      |
| 鸚鵡         | 6月10日－6月15日   | 熱帶風暴     | 每小時75公里  | 996百帕斯卡  | 菲律賓、中國大陸（廣東、海南、廣西）、香港、澳門 | 無            | 1        |      |
| 無名         | 7月11日－7月15日   | 熱帶低氣壓   | 每小時45公里  | 1004百帕斯卡 | 菲律賓、臺灣 | 無            | 0        |      |
| 無名         | 7月28日－7月30日   | 熱帶低氣壓   | 每小時45公里  | 1010百帕斯卡 | 無 | 無            | 0        |      |
| 森拉克       | 7月31日－8月3日    | 熱帶風暴     | 每小時75公里  | 985百帕斯卡  | 中國大陸（海南、廣東、廣西）、香港、澳門、越南、寮國、泰國 | $1290萬       | 4        |      |
| 黑格比       | 7月31日－8月6日    | 颱風         | 每小時130公里 | 975百帕斯卡  | 臺灣、日本（先島群島、北海道）、中國大陸（福建、浙江、江蘇、上海）、韓國、朝鮮、俄羅斯（濱海邊疆區、哈巴羅夫斯克邊疆區、薩哈林州、堪察加邊疆區）、美國（阿拉斯加） | $4.11億       | 17       |      |
| 薔薇         | 8月7日－8月11日    | 熱帶風暴     | 每小時85公里  | 996百帕斯卡  | 日本（琉球群島）、韓國、朝鮮 | $100萬        | 0        |      |
| 米克拉       | 8月9日－8月12日    | 強烈熱帶風暴 | 每小時95公里  | 992百帕斯卡  | 菲律賓、臺灣、中國大陸（廣東、福建） | $1.59億       | 1        |      |
| 06W          | 8月9日－8月13日    | 熱帶低氣壓   | 每小時55公里  | 1012百帕斯卡 | 日本（小笠原群島） | 無            | 0        |      |
| 海高斯       | 8月16日－8月20日   | 強烈熱帶風暴 | 每小時100公里 | 992百帕斯卡  | 菲律賓 、中國大陸（廣東、海南、廣西）、澳門、香港 | $1.42億       | 7        |      |
| 巴威         | 8月21日－8月27日   | 強烈颱風     | 每小時155公里 | 950百帕斯卡  | 菲律賓、臺灣、日本（琉球群島）、朝鲜半岛、中國大陸（浙江、江蘇、山東、辽宁、吉林、黑龙江）                                                                         | $100萬        | 1        |      |
| 美莎克       | 8月27日－9月3日    | 強烈颱風     | 每小時175公里 | 935百帕斯卡  | 中國大陸（吉林、遼寧、黑龙江、內蒙古）、日本（琉球群島）、朝鮮半島、俄羅斯（阿穆尔州、哈巴罗夫斯克边疆区）                                                         | $1億          | 32       |      |
| 海神         | 8月31日－9月8日    | 猛烈颱風     | 每小時195公里 | 910百帕斯卡  | 日本（小笠原群島、沖繩、琉球群島、九州）、韓國、中國大陸（吉林、遼寧、黑龙江）、俄羅斯（滨海边疆区）                                                               | $1億          | 8        |      |
| 12W          | 9月10日－9月13日   | 熱帶低氣壓   | 每小時55公里  | 1006百帕斯卡 | 日本 | 無            | 0        |      |
| 紅霞         | 9月14日－9月20日   | 熱帶風暴     | 每小時85公里  | 992百帕斯卡  | 菲律賓、中國大陸（海南）、越南、寮國、泰國 | $1.75億       | 18       |      |
| 白海豚       | 9月19日－9月24日   | 強烈熱帶風暴 | 每小時110公里 | 975百帕斯卡  | 日本、俄羅斯（堪察卡邊疆區） | 無            | 0        |      |
| 鯨魚         | 9月26日－9月30日   | 強烈熱帶風暴 | 每小時110公里 | 980百帕斯卡  | 無 | 無            | 0        |      |
| 無名         | 9月28日－9月30日   | 熱帶低氣壓   | 每小時45公里  | 1000百帕斯卡 | 無 | 無            | 0        |      |
| 燦鴻         | 10月4日－10月17日  | 颱風         | 每小時130公里 | 965百帕斯卡  | 日本 | 無            | 0        |      |
| 蓮花         | 10月9日－10月12日  | 熱帶風暴     | 每小時75公里  | 996百帕斯卡  | 菲律賓、中國大陸（海南）、越南、柬埔寨、寮國、泰國、緬甸 | $7.67億       | 137      |      |
| 浪卡         | 10月11日－10月15日 | 熱帶風暴     | 每小時85公里  | 990百帕斯卡  | 菲律賓、中國大陸（海南、廣西、廣東）香港、澳門 、越南、寮國、緬甸                                                                                                  | $16.9萬       | 4        |      |
| 無名         | 10月13日－10月16日 | 熱帶低氣壓   | 每小時45公里  | 1002百帕斯卡 | 菲律賓、越南 | $18.7萬       | 10       |      |
| 沙德爾       | 10月19日－10月26日 | 颱風         | 每小時120公里 | 975百帕斯卡  | 菲律賓、中國大陸（海南）、香港、澳門、越南 | $219萬        | 0        |      |
| 20W          | 10月20日－10月23日 | 熱帶低氣壓   | 每小時55公里  | 1000百帕斯卡 | 無 | 無            | 0        |      |
| 莫拉菲       | 10月23日－10月29日 | 強烈颱風     | 每小時155公里 | 950百帕斯卡  | 菲律賓、中國大陸（海南）、越南、寮國、柬埔寨、泰國 | $6.43億       | 71       |      |
| 天鵝         | 10月26日－11月6日  | 猛烈颱風     | 每小時220公里 | 905百帕斯卡  | 菲律賓、越南、柬埔寨、寮國 | $3.69億       | 32       |      |
| 艾莎尼       | 10月29日－11月8日  | 強烈熱帶風暴 | 每小時95公里  | 994百帕斯卡  | 菲律賓、臺灣 | $10.1萬       | 0        |      |
| 艾濤         | 11月7日－11月11日  | 熱帶風暴     | 每小時85公里  | 992百帕斯卡  | 菲律賓、中國大陸（海南）、越南 | $526萬        | 3        |      |
| 環高         | 11月8日－11月16日  | 強烈颱風     | 每小時155公里 | 950百帕斯卡  | 菲律賓、中國大陸（海南）、越南、寮國、泰國 | $4.22億       | 102      |      |
| 無名         | 12月5日－12月6日   | 熱帶低氣壓   | 每小時45公里  | 1010百帕斯卡 | 無 | 無            | 0        |      |
| 科羅旺       | 12月18日－12月25日 | 熱帶風暴     | 每小時65公里  | 1000百帕斯卡 | 菲律賓、中國大陸（海南三沙）、南沙群島、馬來西亞、泰國 | $361萬        | 8        |      |
| 無名         | 12月29日－12月30日 | 熱帶低氣壓   | 每小時45公里  | 1004百帕斯卡 | 無 | 無            | 0        |      |
| 季節總結     |                    |              |               |              | |               |          |      |
| 32個熱帶氣旋 | 5月10日－12月30日  |              | 每小時220公里 | 905百帕斯卡  | | $33.68億      | 461      |      |

## 外部連結
- （日語）日本氣象廳首頁（页面存档备份，存于）
- （英文）美國聯合颱風警報中心首頁（页面存档备份，存于）
- 大韓民國氣象廳首頁（页面存档备份，存于）
- （繁體中文）中央氣象局首頁（页面存档备份，存于）
- （简体中文）中國國家氣象中心首頁（页面存档备份，存于）
- （简体中文）中國國家氣象中心-颱風實時路徑顯示（页面存档备份，存于）
- （繁體中文）香港天文台首頁（页面存档备份，存于）
- （繁體中文）澳門地球物理暨氣象局首頁（页面存档备份，存于）
- （英文）菲律賓大氣地球物理和天文服務管理局首頁（页面存档备份，存于）
- （越南文）越南中央水文氣象預報中心首頁（页面存档备份，存于）
- （泰文）泰國地球物理暨氣象部門首頁（页面存档备份，存于）
- 熱帶氣旋衛星影像（页面存档备份，存于）
- （日語）數位颱風—熱帶氣旋資料及圖片（页面存档备份，存于）
（英文）數位颱風—熱帶氣旋資料及圖片（页面存档备份，存于）
- ACE（页面存档备份，存于）
- （英文）颱風2000:數值預報預測路徑集合（页面存档备份，存于）